# Grantia gracilis
Grantia gracilis är en svampdjursart som först beskrevs av Lendenfeld 1885.  Grantia gracilis ingår i släktet Grantia och familjen Grantiidae. Inga underarter finns listade i Catalogue of Life.